# Dyskografia Duffy
Dyskografia walijskiej piosenkarki Duffy:

## Albumy
| Rok  | Tytuł                                                                                | Pozycja w notowaniu | Pozycja w notowaniu | Pozycja w notowaniu | Pozycja w notowaniu | Pozycja w notowaniu | Pozycja w notowaniu | Pozycja w notowaniu | Pozycja w notowaniu | Pozycja w notowaniu | Pozycja w notowaniu | Pozycja w notowaniu | Pozycja w notowaniu | Sprzedaż i certyfikaty                                                    |
| Rok  | Tytuł                                                                                | Unia Europejska     | Wielka Brytania     | Nowa Zelandia       | Szwecja             | Szwajcaria          | Holandia            |                     | Francja             | Austria             | Niemcy              | Polska              | Włochy              | Sprzedaż i certyfikaty                                                    |
| ---- | ------------------------------------------------------------------------------------ | ------------------- | ------------------- | ------------------- | ------------------- | ------------------- | ------------------- | ------------------- | ------------------- | ------------------- | ------------------- | ------------------- | ------------------- | ------------------------------------------------------------------------- |
| 2008 | Rockferry - Pierwszy album studyjny - Format CD - Reedycja: Rockferry Deluxe Edition | 1                   | 1                   | 1                   | 1                   | 1                   | 2                   | 2                   | 2                   | 2                   | 3                   | 5                   | 6                   | - 6.000.000, 3x Platyna - 2.100.000, 6x Platyna - 850.000 Złoto - Platyna |
| 2010 | Endlessly - Drugi album studyjny - Formaty: - Reedycja:                              |                     |                     |                     |                     |                     |                     |                     |                     |                     |                     |                     |                     | Wielka Brytania · Stany Zjednoczone · Polska                              |

## Single
| Rok                    | Singel                | Pozycja w notowaniu | Pozycja w notowaniu | Pozycja w notowaniu | Pozycja w notowaniu | Pozycja w notowaniu | Pozycja w notowaniu | Pozycja w notowaniu | Pozycja w notowaniu | Pozycja w notowaniu | Pozycja w notowaniu | Pozycja w notowaniu | Pozycja w notowaniu | Pozycja w notowaniu | Sprzedaż  | Album                                |
| Rok                    | Singel                |                     | Wielka Brytania     | Irlandia            | Włochy              | Niemcy              | Szwecja             | Szwajcaria          | Austria             | Dania               | Holandia            | Norwegia            | Unia Europejska     | Polska              | Sprzedaż  | Album                                |
| ---------------------- | --------------------- | ------------------- | ------------------- | ------------------- | ------------------- | ------------------- | ------------------- | ------------------- | ------------------- | ------------------- | ------------------- | ------------------- | ------------------- | ------------------- | --------- | ------------------------------------ |
| 2007                   | "Rockferry"           | –                   | 45                  | –                   | –                   | –                   | –                   | 35                  | –                   | –                   | –                   | –                   | –                   | –                   | 500       | Rockferry i Rockferry Deluxe Edition |
| 2008                   | "Mercy"               | 3                   | 1                   | 1                   | 3                   | 1                   | 3                   | 1                   | 1                   | 2                   | 1                   | 1                   | 1                   | 6                   | 6.400.000 | Rockferry i Rockferry Deluxe Edition |
| 2008                   | "Warwick Avenue"      | 29                  | 3                   | 11                  | 17                  | 12                  | 16                  | 12                  | 17                  | 7                   | 9                   | 10                  | 3                   | 12                  | 1.200.000 | Rockferry i Rockferry Deluxe Edition |
| 2008                   | "Stepping Stone"      | –                   | 21                  | 41                  | –                   | –                   | –                   | 49                  | –                   | 18                  | 26                  | 59                  | 61                  | 44                  | –         | Rockferry i Rockferry Deluxe Edition |
| 2008                   | "Rain on Your Parade" | –                   | 15                  | 50                  | 10                  | 29                  | 32                  | 25                  | 29                  | –                   | 31                  | 17                  | 40                  | 21                  | –         | Rockferry i Rockferry Deluxe Edition |
| Inne notowane piosenki |                       |                     |                     |                     |                     |                     |                     |                     |                     |                     |                     |                     |                     |                     |           |                                      |
| 2009                   | "Stay With Me Baby"   | –                   | –                   | –                   | 40                  | –                   | –                   | –                   | –                   | –                   | –                   | –                   | –                   | –                   | –         | Singel charytatywny                  |

## EP
| EP-ka            | Notowanie | Notowanie          | Certyfikat BPI |
| EP-ka            | Siart C2  | iTunes Album Chart | Certyfikat BPI |
| ---------------- | --------- | ------------------ | -------------- |
| Aimée Duffy      | 1         | –                  | N/A            |
| Live from London | –         | 2                  | Złoto          |
| FNMTV Live       | –         | –                  | N/A            |
| Deluxe EP        | –         | –                  | N/A            |

## Strony B
| Rok  | Tytuł                      | Strona A              |
| ---- | -------------------------- | --------------------- |
| 2007 | "Oh Boy"                   | "Rockferry"           |
| 2008 | "Tomorrow"                 | "Mercy"               |
| 2008 | "Save It For Your Prayers" | "Mercy"               |
| 2008 | "Put It In Perspective"    | "Warwick Avenue"      |
| 2008 | "Loving You"               | "Warwick Avenue"      |
| 2008 | "Frame Me"                 | "Stepping Stone"      |
| 2008 | "Big Flame"                | "Stepping Stone"      |
| 2008 | "Syrup & Honey"            | "Rain On Your Parade" |
| 2008 | "Smoke Without Fire"       | "Rain On Your Parade" |

## Teledyski
| Rok  | Piosenka              | Reżyser                    |
| ---- | --------------------- | -------------------------- |
| 2007 | "Rockferry"           | Luke Seomore i Joseph Bull |
| 2008 | "Mercy"               | Daniel Wolfe               |
| 2008 | "Warwick Avenue"      | Daniel Wolfe               |
| 2008 | "Mercy" (US wersja)   | Adria Petty                |
| 2008 | "Stepping Stone"      | Sophie Muller              |
| 2008 | "Rain On Your Parade" | Sophie Muller              |